# The Bravery
The Bravery var ett amerikanskt band som spelade indie/alternativ rock. Bandet härstammade från New York City, och bestod av Sam Endicott (sång, rytmgitarr), John Conway (keyboard, bakgrundssång), Anthony Burulcich (trummor, bakgrundssång), Michael Zakarin (sologitarr, bakgrundssång), och Mike Hindert (basgitarr, bakgrundssång). Deras debutalbum nådde topp 20 i USA, och topp 5 på Storbritannien's försäljningslistor. Deras musikstil var influerad av, bland andra, The Strokes, The Cure, New Order, The Smiths, och primärt, The Killers. 

## Medlemmar
Tidigare medlemmar
- Sam Endicott – sång, rytmgitarr (2003–2011)
- Michael Zakarin – sologitarr, bakgrundssång (2003–2011)
- John Conway – keyboard, bakgrundssång (2003–2011)
- Mike Hindert – basgitarr, bakgrundssång (2003–2011)
- Anthony Burulcich – trummor, bakgrundssång (2003–2011)

## Diskografi
Album
- The Bravery (2005)
- The Sun And The Moon (2007) med låten Believe
- Stir the Blood (2009)

Livealbum
- Live At The Wiltern Theater (2010)

Remixalbum
- The Sun and the Moon Complete (2008)

Singlar
- "An Honest Mistake" (2005)
- "Fearless" (2005)
- "Unconditional" (2005)
- "Slow Poison" (2009)
- "I Am Your Skin" (2009)
- "Hatefuck" (2009)